# New World Stages
New World Stages è un complesso di arti dello spettacolo off-Broadway con cinque teatri nel quartiere Hell's Kitchen di New York. Si trova tra la 49ª e la 50ª strada sotto la piazza del complesso Worldwide Plaza all'Ottava Avenue.

## Storia
Costruito sul sito del terzo Madison Square Garden, New World Stages era stato costruito in origine come un cinema multisala Loews Cineplex Entertainment al Worldwide Plaza, operativo dal 1994 al 2001. Il complesso del cinema fu chiuso dal 2001 al 2004, quando, a seguito di sostanziali lavori di ristrutturazione, riaprì come Dodger Stages. Gli architetti erano Beyer, Blinder e Belle. I progettisti del teatro erano Sachs Morgan e il progettista di interni Klara Zieglerova. Da quel momento il complesso teatrale ha ospitato molte produzioni teatrali commerciali, nonché numerosi eventi aziendali, conferenze e concerti.
Il Dodger Stages fu ribattezzato New World Stages il 16 marzo 2006, in concomitanza con l'assunzione della proprietà esclusiva del complesso da parte di Stage Entertainment. Dal 17 novembre 2014 la sede è di proprietà e gestita dalla Shubert Organization.
Oltre alle nuove produzioni Off-Broadway, il New World Stages è diventato la sede di spettacoli che erano precedentemente a Broadway, tra cui Avenue Q, The 39 Steps, Million Dollar Quartet, Peter and the Starcatcher e Jersey Boys. Questa tattica di produzione fu utilizzata per incoraggiare l'estensione dell'andamento commerciale di uno spettacolo. Il complesso diventò anche un luogo per il modello dell'accorpamento, per cui più spettacoli regolano i loro tempi di riproduzione e condividono lo stesso teatro, set e personale tecnico per ridurre i costi di manutenzione di uno spettacolo off-Broadway aperto. I teatri e la hall sono disponibili anche per eventi speciali, tra cui conferenze, letture, workshop e ricevimenti.

## Statistiche
Il New World Stages ospita cinque teatri. I teatri 1 e 3 hanno un massimo di 499 posti ciascuno, i teatri 2 e 4 hanno un massimo di 350 posti ciascuno ed il teatro 5 ha un massimo di 199 posti. Queste capacità, superiori a 100, inferiori a 500, definiscono il New World Stages un complesso off-Broadway; i teatri con meno di 100 posti sono Off-Off-Broadway, i teatri con 500 o più posti che si trovano nel quartiere dei teatri sono classificati come livello Broadway. La capacità massima settimanale, ipotizzando cinque spettacoli in esecuzione contemporaneamente nei cinque teatri, ciascuno per otto spettacoli a settimana, è di 15.176 persone.
La metratura completa del complesso sotterraneo è di 5.690 metri quadrati e si estende sottoterra per la lunghezza di un intero isolato, dalla 49ª alla 50ª strada.

## Storia degli spettacoli
Le seguenti informazioni sono tratte dal Database Internet Off-Broadway. Il New World Stages ha ospitato una serie di spettacoli Off-Broadway nella sua breve storia, che spaziano dal tema di uno spettacolo di marionette a base d'acqua a un musical di zombi. Le produzioni attuali sono in grassetto.

### Teatro 1
499 Posti
- The Great American Trailer Park Musical, 27 settembre - 4 dicembre 2005
- Evil Dead the Musical, 1 novembre 2006 - 17 febbraio 2007
- Elvis People, 21–23 giugno 2007
- Die, Mommie, Die!, 21 ottobre 2007 - 13 gennaio 2008
- Jackie Mason: The Ultimate Jew, 18 marzo - 20 luglio 2008
- Rock of Ages, 1 ottobre 2008 - 4 gennaio 2009[5]
- The Toxic Avenger, 6 aprile 2009 - 3 gennaio 2010
- The 39 Steps, 5 aprile 2010 - 16 gennaio 2011
- Rent, 11 agosto 2011 - 9 settembre 2012
- Peter and the Starcatcher, 18 marzo 2013 - 12 gennaio 2014
- Heathers: The Musical, 31 marzo - 4 agosto 2014
- Nevermore: The Imaginary Life and Mysterious Death of Edgar Allan Poe, 25 gennaio 2015 - 29 marzo 2015
- Tappin' Thru Life, 23 dicembre 2015 - 21 febbraio 2016[6]
- iLuminate, 22 novembre 2016 - 8 gennaio 2017[7]
- Building the Wall, 24 maggio 2017 - 4 giugno 2017[8][9]
- Jersey Boys, 22 novembre 2017 - presente[10]

### Teatro 2
350 Posti
- Pieces (of Ass), 10 dicembre 2004-27 marzo 2005
- Drumstruck, 12 maggio 2005-12 novembre 2006
- Bill W. and Dr. Bob, 5 marzo - 10 giugno 2007
- Celia, 26 settembre 2007-25 maggio 2008
- Flamingo Court, 31 luglio 2008 - 28 settembre 2008
- Rooms – A Rock Romance, 16 marzo - 10 maggio 2009
- Gazillion Bubble Show, settembre 2009 - presente (spostato dal teatro 3)
- Voca People, 16 febbraio - 2 settembre 2012
- Jackie Hoffman's A Chanukah Carol, 8-29 dicembre 2012[11]
- Greed: A Musical for Our Time, 4–19 aprile 2014
- Blank! The Musical, 17-30 novembre 2014
- Men are from Mars, Women are from Venus LIVE!, 22 ottobre - 29 novembre 2015[12]
- One Funny Mother, 31 marzo 2016 - 7 gennaio 2017[13]
- Katsura Sunshine's Rakugo, 19 settembre 2019 - 14 marzo 2020, 20 giugno 2020 - 3 settembre 2020

### Teatro 3
499 Posti
- Mandy Patinkin in Concert, 20 settembre - 28 ottobre 2004
- Modern Orthodox, 6 dicembre 2004 - 8 maggio 2005
- A Mother, A Daughter, and A Gun, 1 novembre 2005 - 25 novembre 2007
- Burleigh Grime$, 13 giugno - 16 luglio 2006
- Mimi LeDuck, 6 novembre - 3 dicembre 2006
- Gazillion Bubble Show, 15 febbraio 2007 - settembre 2009 (spostato al teatro 2)
- Avenue Q, 9 ottobre 2009 - 26 maggio 2019
- Rock of Ages, 19 giugno 2019 - Presente

### Teatro 4
350 Posti
- The Immigrant, 4–28 novembre 2004
- Altar Boyz, 1 marzo 2005-10 gennaio 2012
- Naked Boys Singing, 16 ottobre 2005-28 gennaio 2012
- White's Lies, 6 maggio - 13 giugno 2010
- Freckleface Strawberry, 1 ottobre 2010-24 aprile 2011
- Million Dollar Quartet, 28 luglio 2011 - 24 giugno 2012
- Bullet for Adolf, 8 agosto - 9 settembre 2012
- Bare the musical, 9 dicembre 2012-3 febbraio 2013
- iLuminate, 18 luglio 2013-18 gennaio 2015
- Clinton: The Musical, 9 aprile - 21 giugno 2015
- Shear Madness, 22 ottobre 2015-10 luglio 2016[14]
- Not That Jewish, 6 ottobre 2016-30 aprile 2017[15]
- The Government Inspector, 5 luglio - 20 agosto 2017[16]
- A Clockwork Orange, 25 settembre 2017-2 dicembre 2017[17]
- Desperate Measures, 30 maggio 2018-28 ottobre 2018
- The Play That Goes Wrong, 11 febbraio 2019 - Presente

### Teatro 5
199 Posti
- Symphonie Fantastique: 16 settembre 2004-2 gennaio 2005
- The Musical of Musicals (The Musical!), 10 febbraio - 13 novembre 2005
- Christine Jorgensen Reveals, 29 dicembre 2005-18 gennaio 2006
- Sidd: A New Musical, 15-26 marzo 2006
- How to Save the World and Find True Love in 90 Minutes, 12 novembre - 31 dicembre 2006
- Sealed for Freshness, 25 febbraio - 29 aprile 2007
- My First Time, 28 luglio 2007-22 gennaio 2010
- The All-American Sport of Bi-Partisan Bashing, 15 agosto - 14 ottobre 2007
- Make Me a Song, 12 novembre - 30 dicembre 2007
- Pinkalicious, the Musical, 13 gennaio - 21 settembre 2008
- Tim Minchin, 5 marzo - 12 aprile 2008
- The Castle, 30 marzo 2008-23 maggio 2009
- East 14th, 20 luglio 2008 - 6 settembre 2008
- What's That Smell: The Music of Jacob Sterling, 1 novembre - 28 dicembre 2008
- Flamingo Court, 2 maggio - 19 luglio 2009[18]
- For Lovers Only, 11 maggio - 3 agosto 2009
- Love Child, 31 ottobre 2009-3 gennaio 2010
- John Tartaglia's ImaginOcean, 1 aprile 2010-4 settembre 2011
- Devil Boys from Beyond, November 13 – December 4, 2010
- Freud's Last Session, 7 ottobre 2011-22 luglio 2012
- Forever Dusty, 18 novembre 2012 - 7 aprile 2013
- The Two-Character Play, 19 giugno 2013-29 settembre 2013
- Murder for Two, 6 novembre 2013-29 settembre 2014
- Stalking the Bogeyman, 29 settembre - 9 novembre 2014
- Churchill, 18 febbraio 2015-12 luglio 2015
- Would You Still Love Me If..., 10–25 ottobre 2015
- Real Men: The Musical, 12 novembre - 12 dicembre 2015[19]
- Mad Libs Live!, 1 novembre 2015 - 3 gennaio 2016[20]
- The Woodsman, 27 gennaio - 29 maggio 2016[21]
- A Class Act, 9 luglio - 28 agosto 2016[22]
- Verso, 19 settembre 2016-27 novembre 2016[23]
- Church & State, 3 marzo 2017-4 giugno 2017
- Puffs, or: Seven Increasingly Eventful Years at a Certain School of Magic and Magic, 17 luglio 2017-18 agosto 2019[24]
- MsTRIAL, 14 novembre 2019 - 2 febbraio 2020
- Drift, 29 febbraio 2020-24 maggio 2020
- Joshua Turchin's The Perfect Fit the Musical: A Perfectly Distant Live Stream Concert, 15 novembre 2020[25]

## La Green Room
La Green Room è un bar e un'area salotto situata al piano inferiore del New World Stages. Le bevande acquistate alla Green Room possono essere portate nei teatri.
A partire dal 14 ottobre 2016, la Green Room ospita The Imbible: A Spirited History of Drinking.